# 愛知県道40号名古屋蟹江弥富線
愛知県道40号名古屋蟹江弥富線（あいちけんどう40ごう なごやかにえやとみせん）は、愛知県名古屋市中川区島井町から海部郡蟹江町を経由し、弥富市五明町に至る主要地方道である。ほぼ全線に渡って東名阪自動車道に並行している。

## 概要

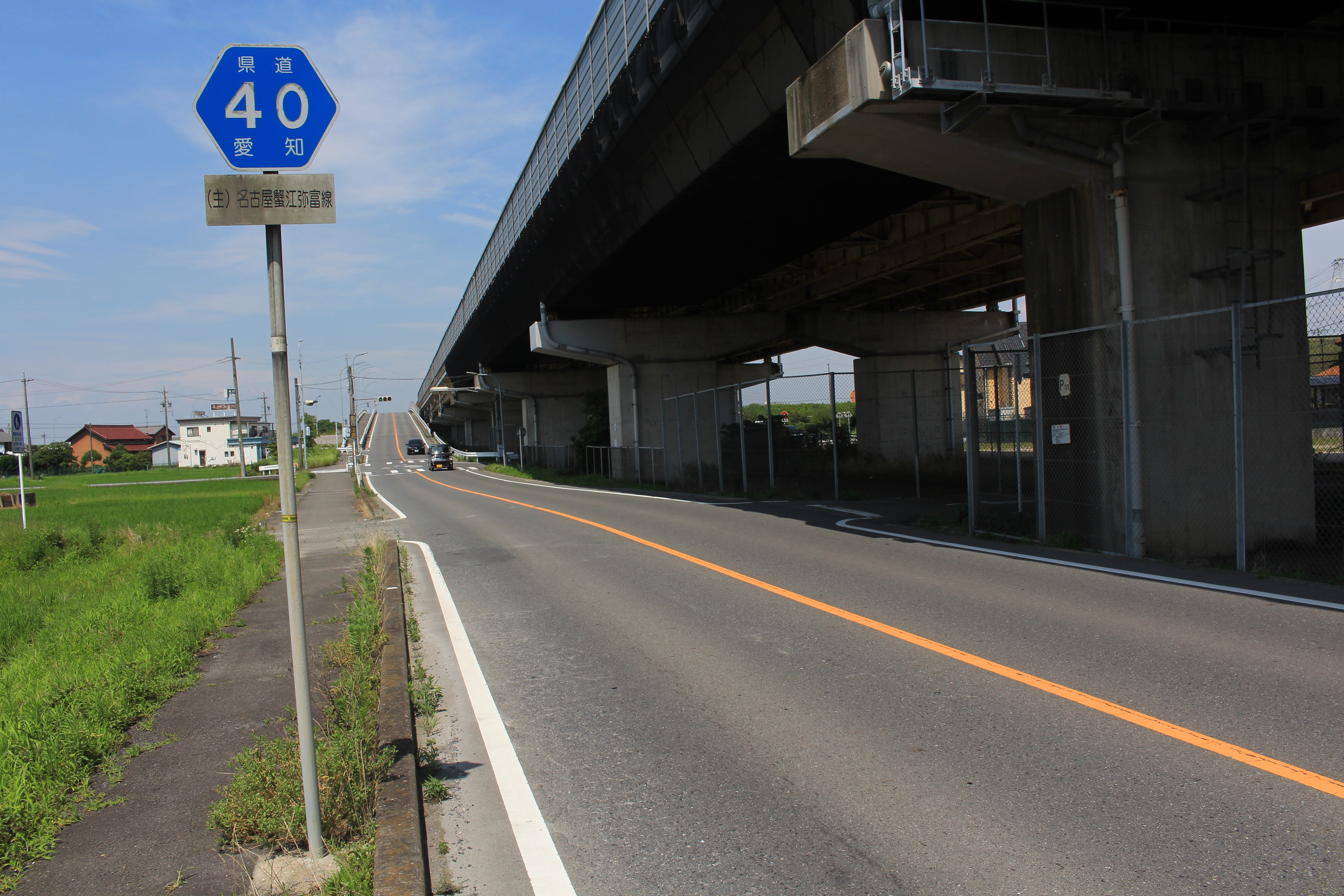
東名阪自動車道の北側に並行する愛知県道40号名古屋蟹江弥富線、津島市鹿伏兎町にて

### 路線データ
- 起点：愛知県名古屋市中川区島井町（島井町交差点・国道302号交点）
- 終点：愛知県弥富市五明町

## 沿革
- 1977年2月28日：認定

## 通過する自治体
- 愛知県
  - 名古屋市（中川区）
  - あま市
  - 海部郡蟹江町
  - 津島市
  - 愛西市
  - 弥富市

## 主な接続道路
- 名古屋高速5号万場線（千音寺出入口）
- 国道302号（名古屋環状2号線）（島井町交差点）
- 東名阪自動車道（名古屋西IC）
- 愛知県道115号津島七宝名古屋線（島井町交差点 - 新家交差点で重複）
- 愛知県道65号一宮蟹江線（西尾張中央道）（川並交差点）
- 東名阪自動車道（蟹江IC）
- 愛知県道125号佐屋多度線（善太橋北交差点 - 七川南交差点で重複）
- 国道155号（弥富IC南交差点）
- 愛知県道458号一宮弥富線（巡見街道）（五之三交差点）

## 別名
- 岩塚本通（名古屋市中川区）